# カロリーヌ・ジベール

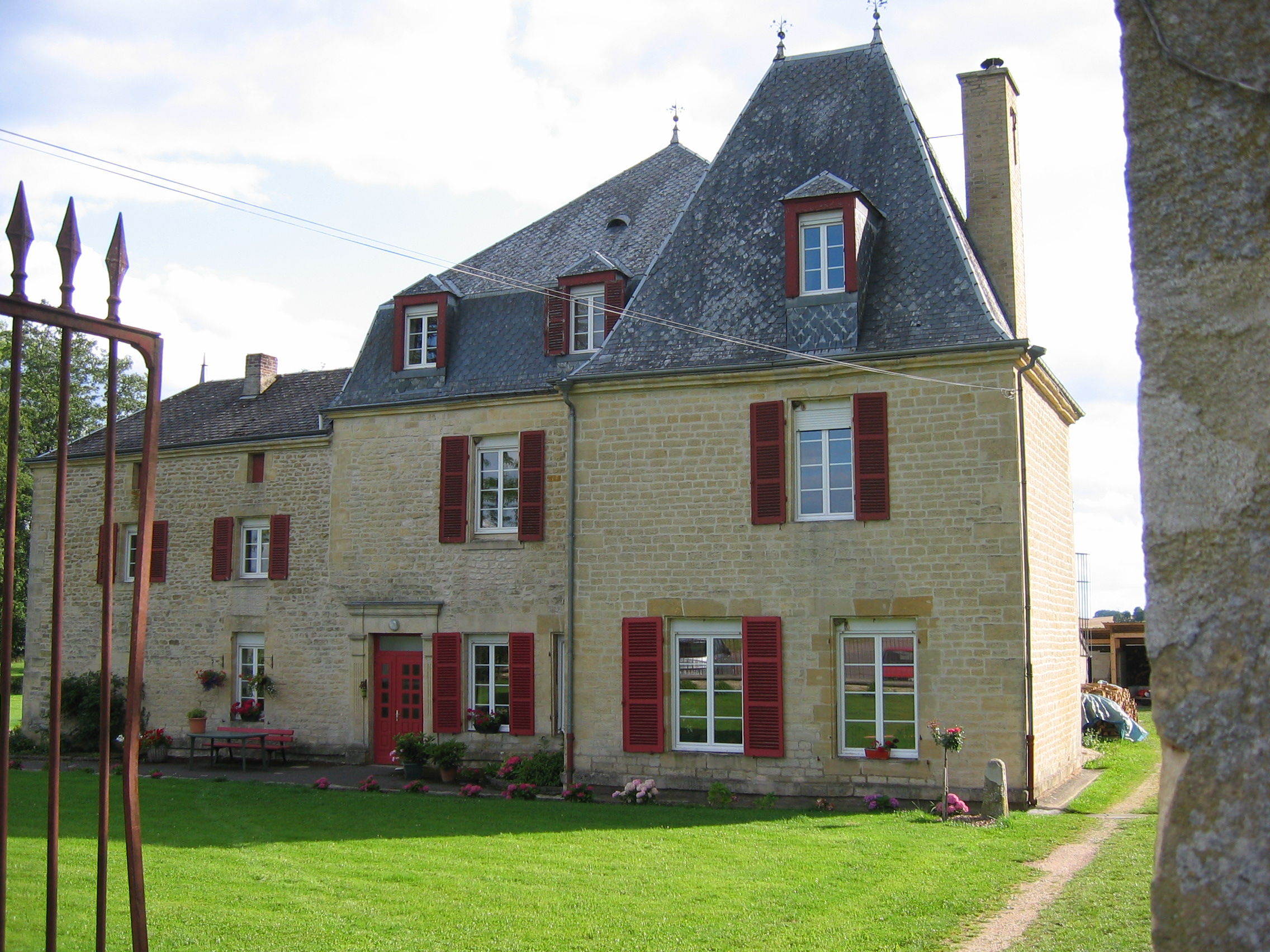
カロリーヌの育ったラメス城

マリー・ルイーズ・シャルロット（カロリーヌ）・ガブリエル・ジベール（Marie Louise Charlotte (Caroline) Gabrielle Gibert, 1793年7月18日 - 1879年11月23日）は、モナコ公フロレスタンの妻。

## 生涯
シャンパーニュ地方の富裕なブルジョワ家庭に生まれ育った。母フランソワーズ・アンリエット・ルグラ・ド・ボーヴェルセ（1766年 - 1842年）は、最初の夫ルイ＝オーギュスタン・ムニエ・ド・モーロワと死別後、カロリーヌの父で弁護士のシャルル＝トマ・ジベールと再婚したが、彼女が幼い頃にジベールと離婚した。1798年、母は高級軍人のアントワーヌ・ルイエと3度目の結婚をした。ルイエは政府軍の参謀本部付き准将を務めてヴァンデ戦争などに従軍した後、サン・シール陸軍士官学校の校長（administrateur）をしていた人物である。1803年、ルイエ夫妻はアルデンヌ県の小村ラメスに立つ領主館ラメス城を購入し、以後はルイエ・ド・ラメス（Rouyer de Lametz）と貴族風の姓を名乗った。これに従い、継父と養子縁組していたカロリーヌもカロリーヌ・ジベール・ド・ラメス（Caroline Gibert de Lametz）と称した。
1814年、異父兄のルイ＝オーギュスタン・ムニエ・ド・モーロワ（1788年 - 1851年）が、モナコ公オノレ4世の元妻マザラン公爵夫人の私生児アメリー・ドーモン（1794年 - 1820年）と結婚した。親戚付き合いを通じて、カロリーヌは義姉の異父兄であるモナコ公子フロレスタンと親しくなった。1816年11月27日、2人は結婚した。モナコ公家、特に義父オノレ4世がこの結婚に反対だったため、婚礼は少人数で簡素に行われた。夫妻は1男1女をもうけた。カロリーヌには理財の才があり、姑マザラン公爵夫人が夫に遺した財産を巧みに運用して資産を増やした。
1841年10月2日に義兄オノレ5世が独身のまま亡くなると、夫フロレスタンがモナコ公となった。兄に冷遇されていたフロレスタンは君主となる準備ができておらず、君主としての資質にも問題があると思われていた。彼の治世中、モナコの実際の政治権力は、優れた知性と社交能力を備えた公妃カロリーヌが握った。修史官ギュスターヴ・セージュによれば、カロリーヌは前任者オノレ5世が孤独に格闘していたモナコをめぐる諸課題について、すぐさま理解した。
ウィーン会議の決定でモナコの宗主国がフランスからピエモンテ＝サルデーニャに替わったことに起因する経済的困難について、カロリーヌは大胆な税制改革を行ってこれを上手く切り抜けた。しかし公妃の国政関与はフロレスタンの評判を傷つけた。公世子シャルルが、事実上の摂政の座に収まっている母親を非難すると、カロリーヌは「私は家族の幸せのために責任を果たしたいだけです」と切り返した。
公爵夫妻は反モナコ感情の高まっていたマントン及びロクブリュヌ＝カップ＝マルタンの民心を引き留める必要性を感じており、彼らの求める民主的改革についても前向きに検討した。しかし二都市はモナコ公を支持せず、モナコの宗主だったサルデーニャ王カルロ・アルベルトに期待をかけた。この件に関して公爵夫妻の政治的失敗が明白になると、公世子シャルルが両親から実権を奪い取った。1848年フランス革命が起きると、これに触発されたマントンとロクブリュヌはモナコ公に反旗を翻し、独立を宣言した。サルデーニャ軍がモナコを占領し、フロレスタンは廃位・逮捕・投獄された。フランスの圧力のおかげで翌1849年には復位するが、マントンとロクブリュヌはもはや戻ってこなかった。
カロリーヌは革命の痛手を乗り越え、モナコに経済的安定をもたらすべく、義理の娘アントワネットの持参金を利用してカジノ・ド・モンテカルロを開いた。このカジノから上がる収益によってモナコ公家の財政は健全化し、現在に至るまでカジノの収益がモナコの主な収入源となっている。
カロリーヌは1879年11月23日に86歳で亡くなり、無原罪の聖母大聖堂に葬られた。

## 子女
- オノレ＝シャルル（1818年12月8日 - 1889年9月10日） - モナコ公シャルル3世[7]
- フロレスティーヌ＝ガブリエル＝アントワネット（1833年10月22日 - 1897年4月24日） - 1863年2月15日、ウラッハ公ヴィルヘルムと結婚[7]